# گالری هنری آبردین
گالری هنری آبردین نمایشگاه اصلی هنرهای تجسمی در شهر آبردین اسکاتلند است. این گالری در سال ۱۸۸۴، در ساختمانی که توسط الکساندر مارشال مکنزی طراحی شده بود، تأسیس گردید. و سپس در سال ۱۹۰۵ یک کارگاه مجسمه‌سازی به آن اضافه شد در سال ۱۹۰۰ کلکسیون هنری الکساندر مکدونالد، تاجر محلی گرانیت به این گالری منتقل شد. این گالری به دلیل کلکسیون‌های زیبا از هنر مدرن اسکاتلندی و بین‌المللی، از جمله آثار کن کوری، گیلبرت و جورج، ایور آبراهامز، بریجت رایلی و بروس مک لین مورد توجه قرار گرفته است.

## تاریخچه
در آوریل ۲۰۲۰، این گالری ۵۰ اثر هنری را به صورت دیجیتالی از طریق برنامه اسمارتیفی (Smartify) در دسترس قرار داد.

در اکتبر ۲۰۲۰، گالری هنری آبردین به عنوان یکی از پنج برنده جایزه موزه سال ۲۰۲۰ آرتفوند انتخاب شد. آرتفوند مبلغ جایزه را به ۲۰۰۰۰۰ پوند افزایش داد و میزان جایزه را بین پنج موزه بخاطر چالش‌هایی که در طول همه‌گیری ویروس کرونا با آن روبرو بودند، توزیع کرد.

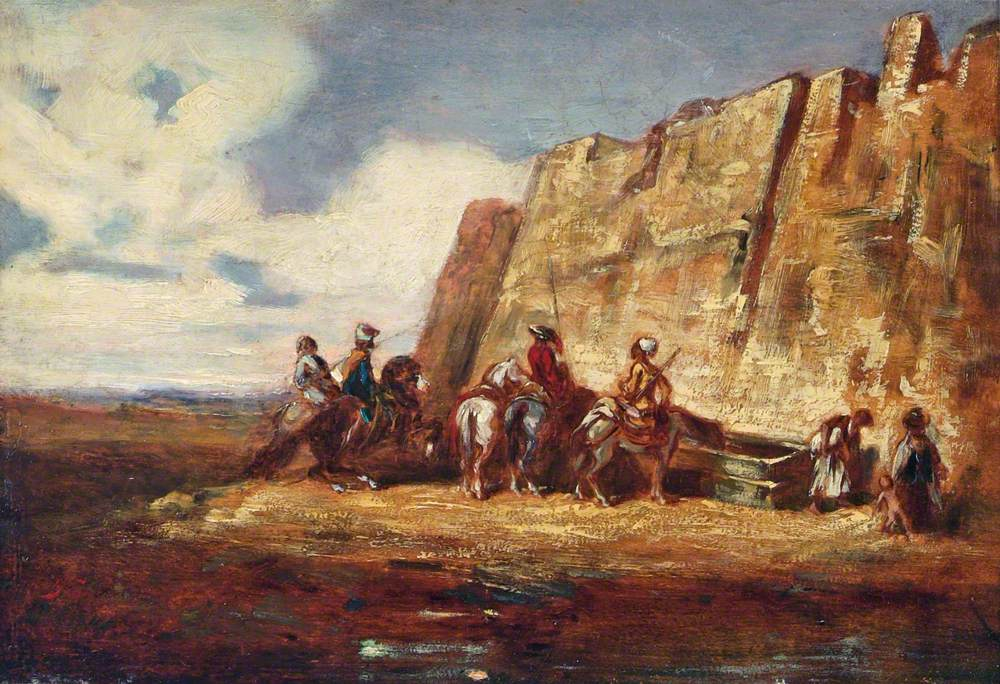
الکساندر-گابریل دکامپس (۱۸۰۳-۱۸۶۰) - محل آبیاری
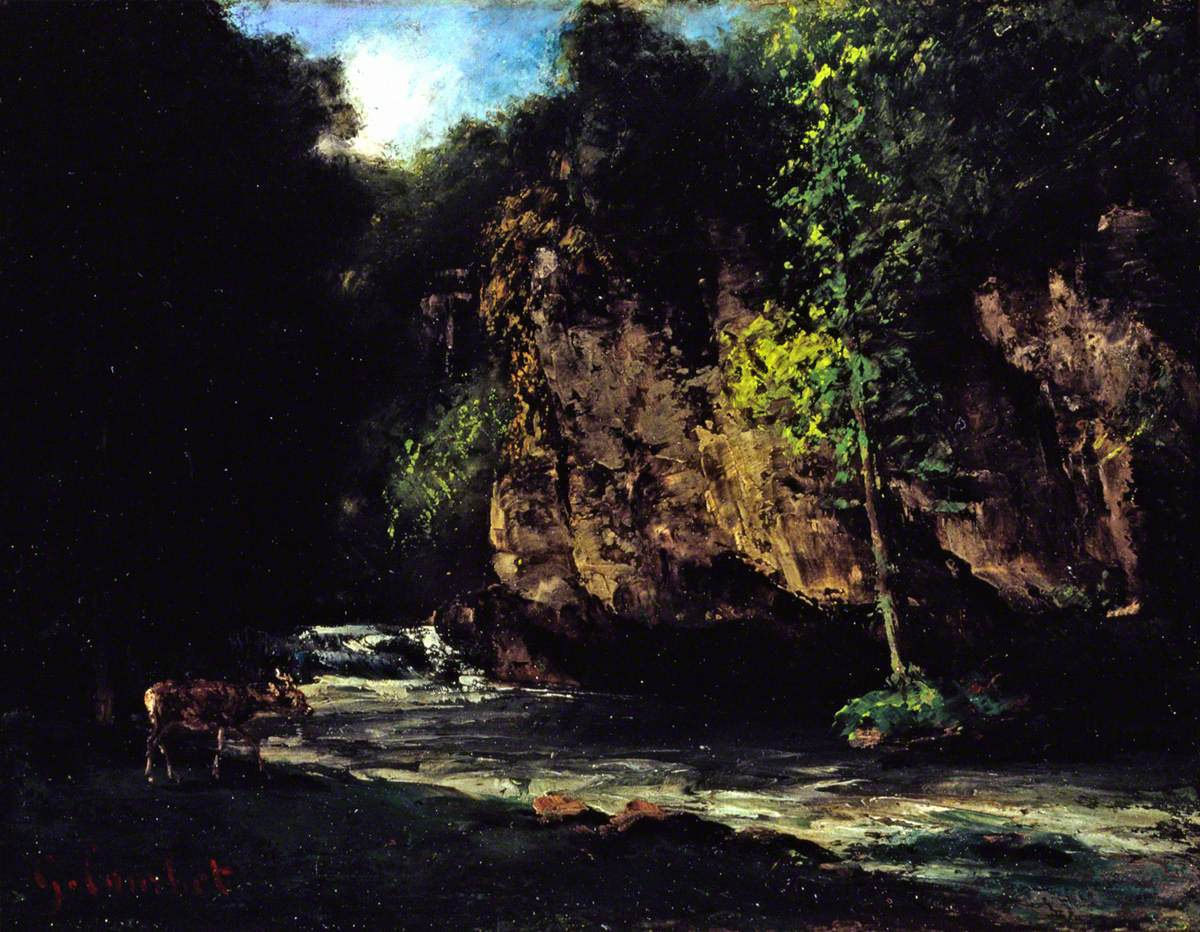
گوستاو کوربه (۱۸۱۹-۱۸۷۷) - جریان
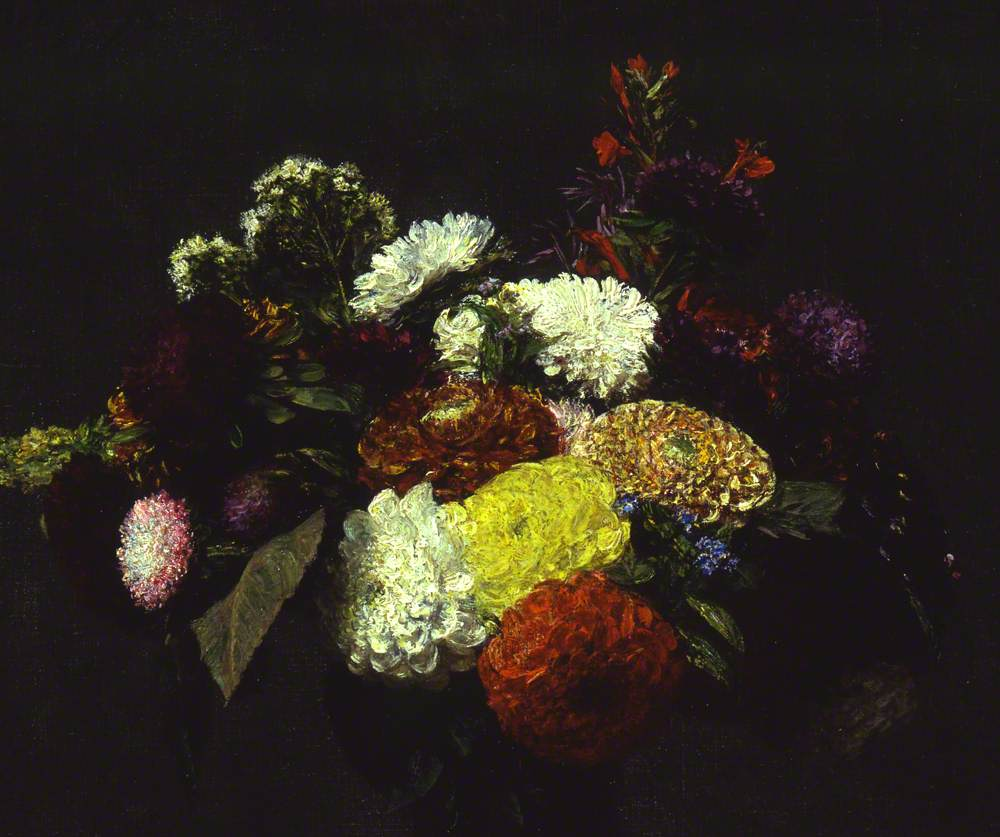
هانری فانتین لاتور (۱۸۳۶-۱۹۰۴) - کوکب
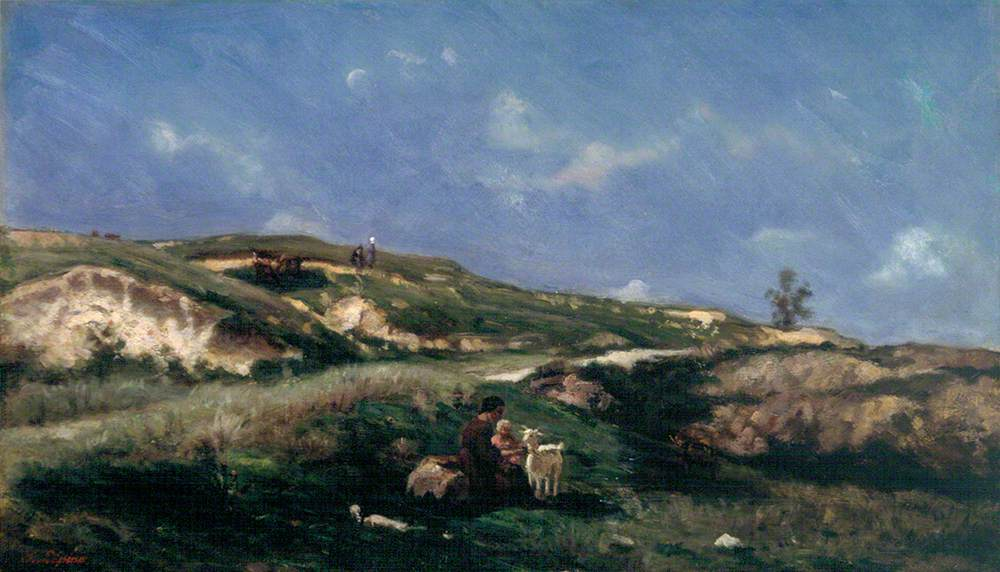
استانیسلاس لپین (۱۸۳۵-۱۸۹۲) - چوپان
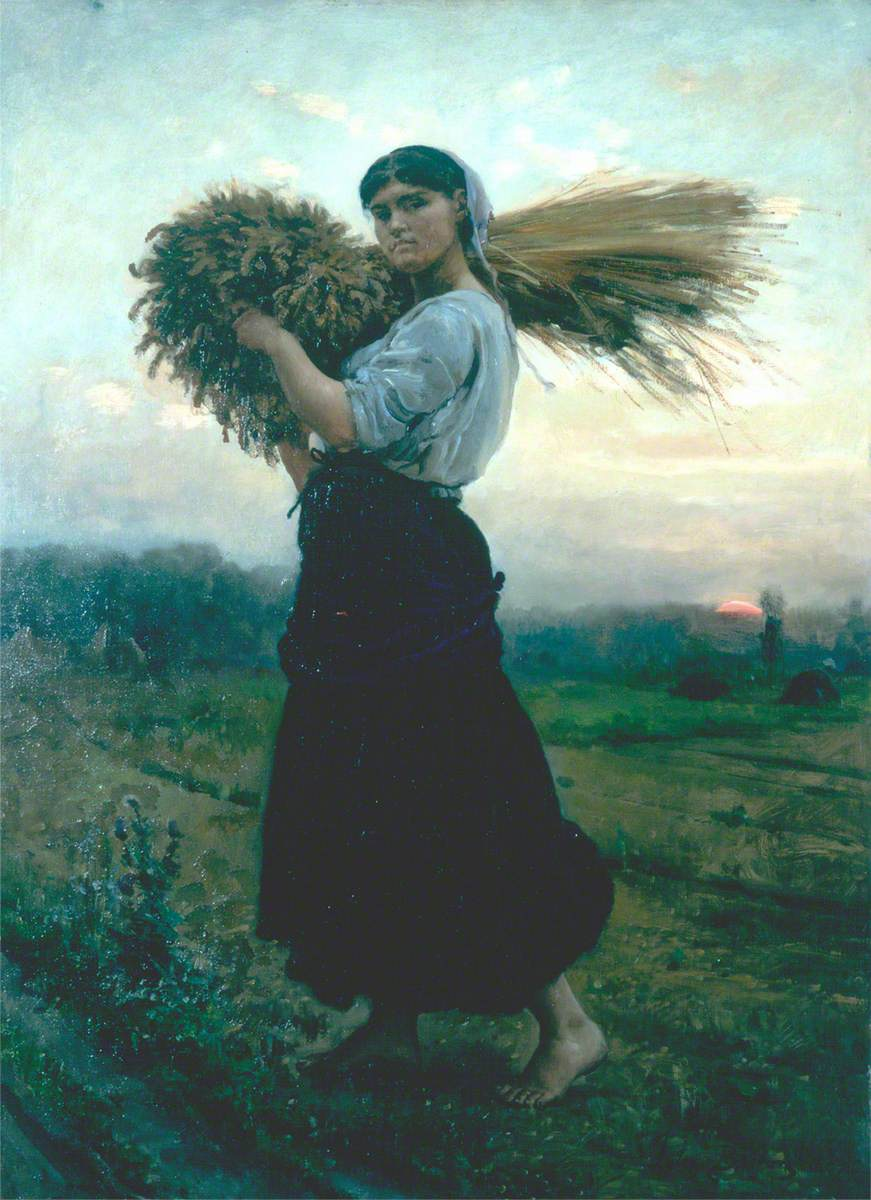
ژول آدولف ایمه لوئیس برتون (۱۸۲۷-۱۹۰۶) - The Gleaner
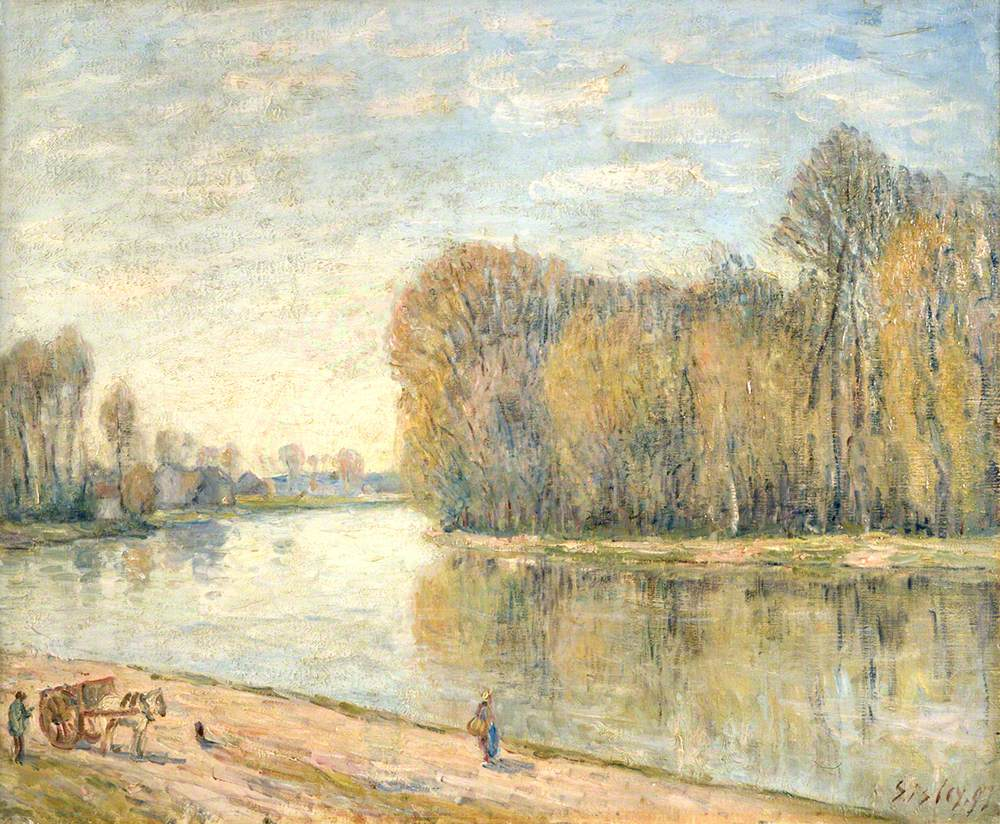
آلفرد سیسلی (۱۸۳۹-۱۸۹۹) - Les bords du Loing، فرانسه
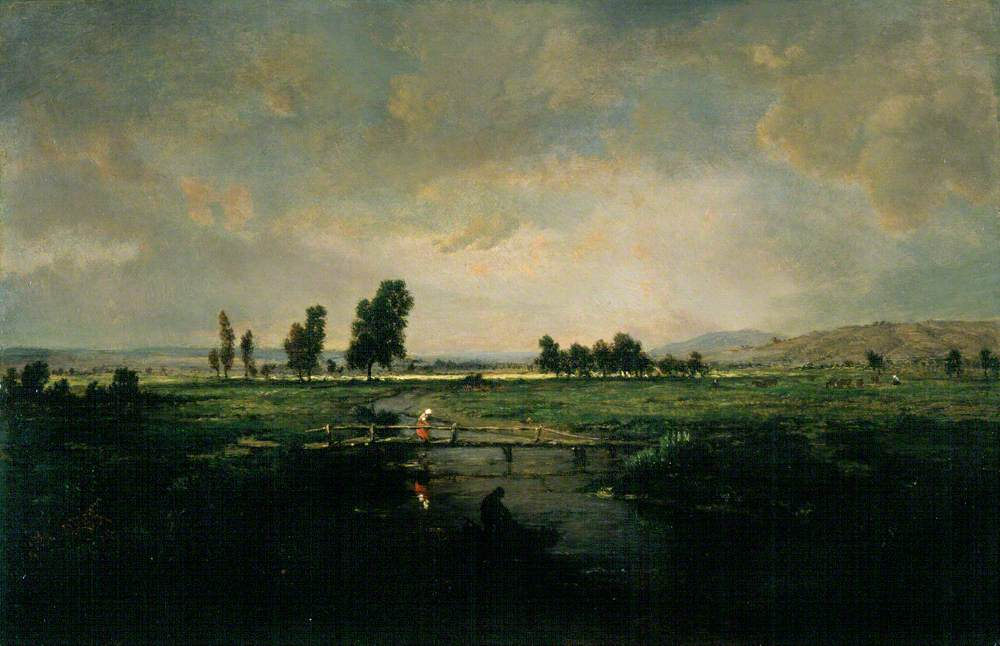
تئودور روسو (۱۸۱۲-۱۸۶۷) - Un marais dans les Landes، فرانسه

## ساختمان و بازسازی
تالار مرکزی این گالری با ستون‌های گرانیتی در رنگ‌های مختلف که از معادن مختلف در منطقه محلی و مناطق دورتر به دست آمده، ساخته شده است.

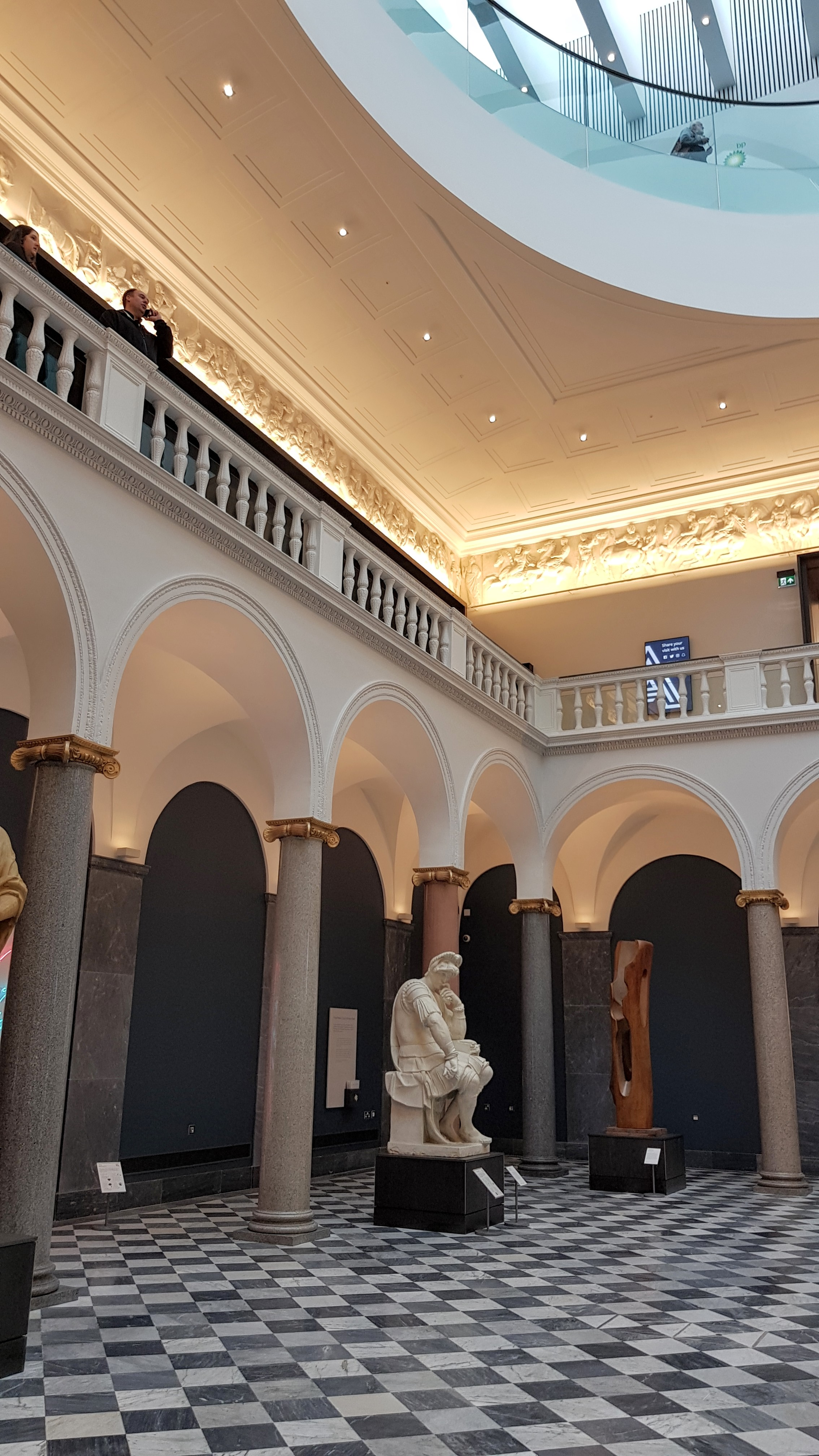
فضای داخلی گالری هنر آبردین پس از بازسازی

## نگارخانه

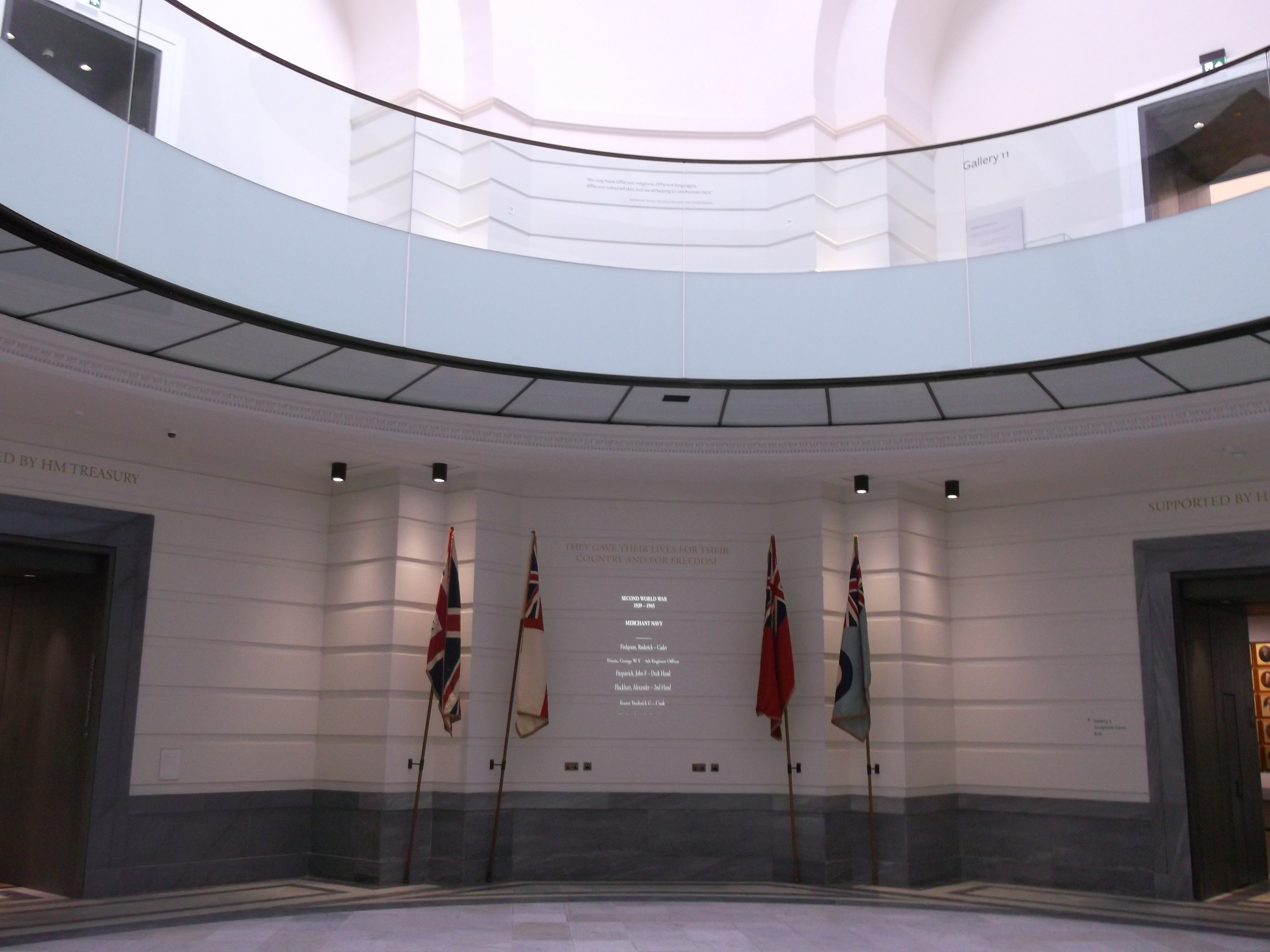
یادبود جنگ (داخلی)
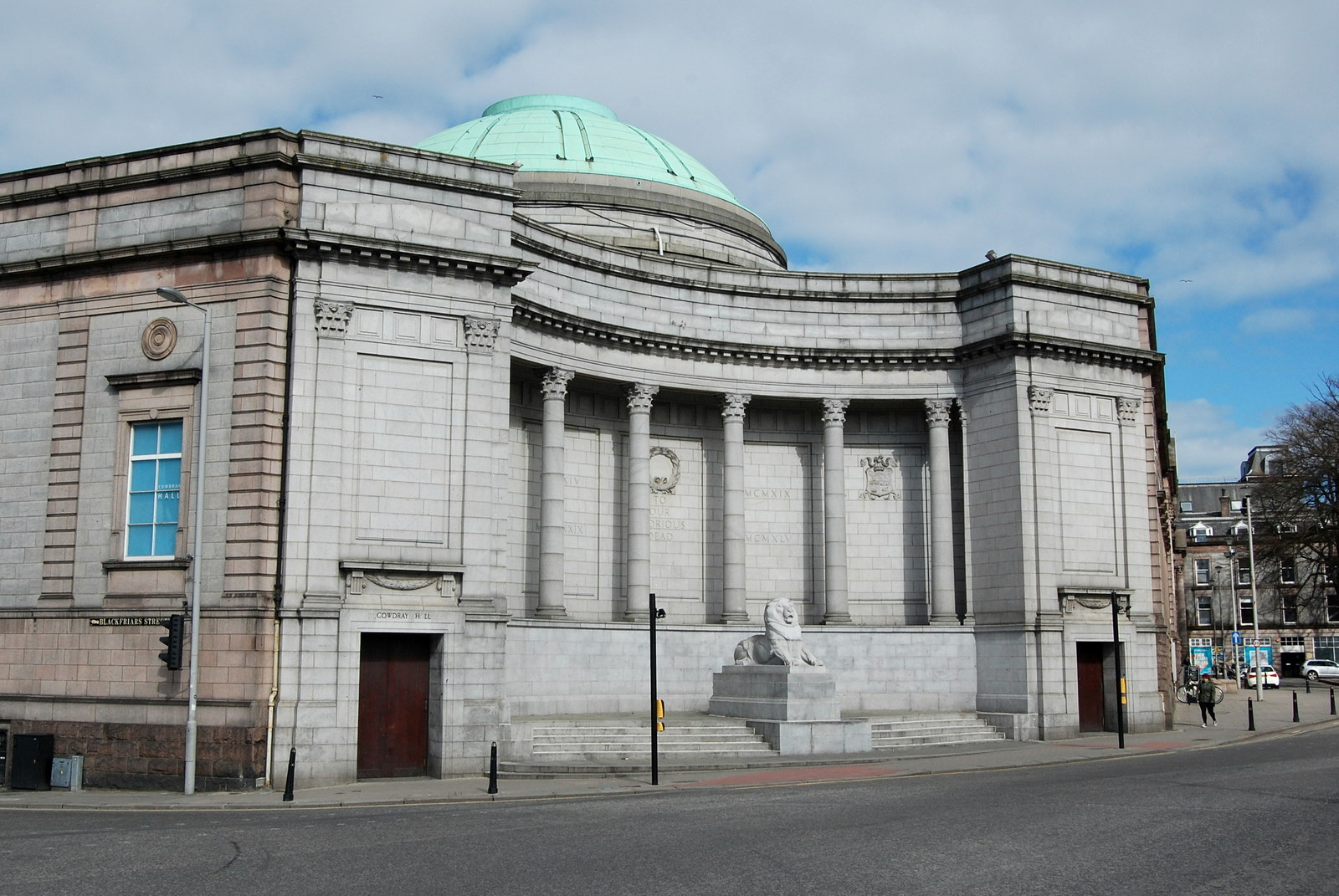
یادبود جنگ (خارجی)